# Westergaardodinidae
Famille
Westergaardodinidae est une famille fossile appartenant à l'ordre des Paraconodontida, des conodontes primitifs apparus au Cambrien.

## Genres
- †Westergaardodina

### Publication originale
- (de) Müller K.J., 1959. Kambrische Conodonten. Zeitschrift der Deutschen Geologischen Gesellschaft, volume 111, pages 434-485.